# Смідин
Смі́дин (лат. Smidinensis) — село в Україні, у Ковельському районі Волинської області. Центр Смідинської об'єднаної громади.
Населення села Смідин становить 1865 осіб. Його умовно поділяють на 5 кутків: Сороче, Воронє, Нове Село, Заболоття, Коршово.

## Географія
Через село тече річка Кизівка, права притока Вижівки.

## Назва
Смідин був центром Смідинського староства. Одним зі смідинських старост був у 1788—1793 роках Іґнацій Мьончиньський.

## Історія

### Від Волинського до Литовського князівств
За часів Київської Русі Смідинська земля входила до складу Волинського князівства. Перші писемні відомості про село належать до кінця XV століття, коли великий князь литовський віддав його в тимчасове володіння князю І. Сангушку. У 1508 році польський король Сигізмунд І Старий, який одночасно був і великим князем литовським, передав Смідин братам Івану та Василю Сангушкам у довічне приватне володіння. Побоюючись дальшого поширення селянського руху, який селяни підняли через пригноблювання та відбирання землі, у Ковельському старостві, до складу якого входив Смідин, Сигізмунд І в 1543 році обміняв це володіння на маєток в Оршанському повіті, що належав дружині Сигізмунда І — королеві Боні. Тоді в урочищі Вирвихвости був побудований замок. Після смерті королеви Бони Смідин у 1557 році самовільно захопив ковельський староста Б. М. Семашко. Самовільне захоплення Смідина Б. Семашком викликало гнів польського короля. Він наказав спалити замок ковельського старости, а Смідинську волость вирішив віддати в оренду князю О. Ф. Чарторийському. Проте в 1567 році король пожалував Смідинську волость разом з Ковельським маєтком російському князю Андрію Курбському, який зрадив Івана IV і втік до Литви.

### Смідин в складі Речі Посполитої
З об'єднанням у 1569 році Литви і Польщі в одну державу — Річ Посполиту Смідин ввійшов до її складу. Після смерті Андрія Курбського у 1583 році Смідином, як і всім Ковельським маєтком, деякий час управляла його дружина Олександра. У першій половині XVII століття в зв'язку з розвитком фільваркового господарства і товарно-грошових відносин експлуатація селян Смідина, як і всієї Волині, ще більше посилилась. Поряд із соціальним гнобленням смідинці зазнавали національно-релігійного гніту. Польська шляхта і католицька церква присвоїли собі право необмеженого панування над українським селянством. Смідинці взяли активну участь у повстанському русі, що розгорнувся по всій Волині під час визвольної війни українського народу 1648—1657 рр. Селяни громили панські маєтки, розправлялися із своїми гнобителями і приєднувалися до козацького війська. Після визвольної війни 1648—1657 рр. до складу Росії ввійшло Лівобережжя, а Волинь і ряд інших українських земель лишились під владою Польщі. У Смідині з давніх часів існувало церковне православне братство, яке довго чинило опір наступові греко-католицизму. Але в 1773 році воно змушене було погодитись на затвердження його статуту греко-католицьким єпископом.

### Смідин в складі Росії
Після третього поділу Польщі у 1795 році Західна Волинь, зокрема й Смідин, ввійшла до складу Росії. Був ліквідований релігійний гніт. Смідин як королівський маєток став власністю держави, а селяни були віднесені до розряду державних. Село було підпорядковано Ковельському повіту Волинської губернії. Становище смідинців, як і усіх державних селян в Росії, було тяжким. Вони були обкладені великими грошовими поборами і щорічно сплачували в царську казну. Під час Вітчизняної війни 1812 року відбулася битва біля Смідина між російськими і наполеонівськими військами, загинуло багато воїнів. Про це свідчать три великі могили-кургани, один з яких зберігся і до сьогодні. За 50 років, що минули після возз'єднання Західної Волині з Україною в складі Російської держави, кількість населення в Смідині зросла. У 1843 році Смідин віддали в оренду поміщику Вольському, який збільшив натуральний і грошовий оброк, що викликало конфлікти з селянами і змусило царський уряд перевести у 1846 році перевести їх на грошовий оброк. Переважна більшість селян Смідина жила в курних хатах. Майже всі вони були неписьменними. Лише в 1865 році у селі було відкрито парафіяльну школу. Але на утримання цієї школи половину коштів давали батьки, і тому в ній навчалися переважно діти заможних селян. Навчання проводив місцевий священик. Наприкінці XIX століття школу було перетворено на однокласне училище. Класове розшарування селянства посилилося після проведення столипінської аграрної реформи. Понад 50 багатіїв Смідина, захопивши найкращі землі, закріпили їх за собою і звели в єдині ділянки на правах приватної власності. Так виникли хутори Осінні, Черетянки, Олешки, Рилі, Трублі, Згорільниця.

### Радянська окупація
Під час першої світової війни Смідин опинився в зоні воєнних дій. Влітку 1915 року після відступу російських військ село було зайняте австрійськими та німецькими військами. Австро-німецька присутність тривала до кінця 1918 року. На початку 1919 року Смідин окупували польські війська. Червона Армія в серпні 1920 року на короткий час окупувала Волинь, у тому числі і Смідин.

### Польська окупація
За Ризьким договором 1921 року західно-українські землі, а отже і Смідин, відійшли до Польщі і лишалися під її владою до вересня 1939 року. На окупованих землях були ліквідовані органи радянської влади.
Жорстокий соціальний гніт доповнювався національним гнобленням і дискримінацією українського населення. У Смідині було відкрито шестикласну школу з польською мовою навчання. Польський уряд заборонив викладання в школі українською мовою. В ній навчалися переважно діти осадників та сільських багатіїв. Уряд вимагав, щоб українці, які хотіли дістати кваліфіковану роботу, приймали католицьку віру. Все це гальмувало розвиток української культури і мови, вело до ополячення українського населення. Не витримавши тяжкого соціального і національного гніту, смідинці продавали свої хати та клаптики землі і, шукаючи кращої долі, емігрували за кордон.
У 1922 році у селі було створено осередок КПЗУ. У 1934 році підпільну організацію КПЗ У очолювали О. І. Гулечко і В. С. 
Смідинці взяли активну участь у селянському страйку, що охопив у 1934 році села Ковельського повіту.
У вересні 1939 року радянські війська зайняли Волинь та приєднали її до УРСР.
Після прийняття Народними Зборами 27 жовтня 1939 року Декларацій про встановлення радянської влади в Західній Україні і конфіскацію поміщицьких, монастирських земель і земель великих державних урядовців селянський комітет Смідина відібрав землю у місцевих заможних селян та церкви і передав її малоземельним та безземельним селянам. У селі було відкрито семирічну школу, а на кожному кутку — вечірні школи по ліквідації неписьменності.
Весною 1940 року, під час примусової колективізації, були створені колгоспи, які об'єднали значну частину селян. 28 червня 1941 року село окупували гітлерівські загарбники.
Частина жителів села вступила до партизанського загону, який діяв у навколишніх лісах.

### Післявоєнний час
18 липня 1944 року війська 1-го Білоруського фронту за допомоги партизанів визволили Смідин. У бойових діях загинули 120 жителів села, імена яких викарбувані на обеліску Слави. У 1947 році на всіх чотирьох кутках села були створені колгоспи — «Більшовик», колгосп імені Паризької Комуни, імені Карла Маркса, та колгосп імені 30-річчя Жовтня.
У 1951 році у Смідині було проведено укрупнення колгоспів. Чотири артілі села об'єдналися в один колгосп ім. Суворова. До нього приєдналась артіль с. Лісняки. У 1958 році до укрупненого колгоспу приєдналась і сільськогосподарська артіль с. Паридубів. За роки радянської влади докорінно змінилось медичне обслуговування трудящих Смідина. Тут є дільнична лікарня, яка була збудована у 1947 році, пологовий будинок, де працюють 5 лікарів і 11 чоловік середнього медперсоналу. Вони не лише лікують хворих, а й проводять профілактичну роботу. У Смідині з 1950 року є середня школа, яка міститься в новому двоповерховому будинку. При ній — 4 кабінети, лабораторія, бібліотека. У селі є вечірня середня школа. До послуг жителів Смідина дві бібліотеки, книжковий фонд яких перевищує 15 тис. примірників. У бібліотеках читають лекції, проводяться читацькі конференції, бесіди. На 1969 рік населення передплатило 4173 примірники газет і журналів. Важливим культурним центром у післявоєнний період став будинок культури побудований у 1946 році. При ньому було широкоекранне кіно, 8 гуртків художньої самодіяльності — хоровий, драматичний, хореографічний, фізичної культури, музичний та інші. Велику роль у житті Смідина відіграє сільська Рада, яка складається з 35 найкращих представників колгоспного селянства та інтелігенції. В селі діють народна дружина з охорони порядку, товариський суд, група народного контролю.

## Населення
Згідно з переписом УРСР 1989 року чисельність наявного населення села становила 2490 осіб, з яких 1204 чоловіки та 1286 жінок.
За переписом населення України 2001 року в селі мешкала 2261 особа.

### Мова
Розподіл населення за рідною мовою за даними перепису 2001 року:
| Мова       | Відсоток |
| ---------- | -------- |
| українська | 99,69 %  |
| російська  | 0,26 %   |

## Сільська церква
У Смідині існували такі храми:
1. Микільський (друга половина XIV ст.);
2. Свято Симеона (невідомо);
3. Хресто-Воздвиженський (1693—1944 рр.);
4. Свято-Троїцький (1869—1944 рр.);
5. Світлого Воскресіння Христового (1884—1944 рр.);
6. Хресто-Воздвиженський (1991 до сьогодні).

В Державному архіві Волинської області зберігаються клірові відомості церков Ковельського повіту з 1797 року по 1913 рр.
Хресто-Воздвиженський храм в історичних документах вперше згадується у XVI ст.
Храм стояв у центрі села. Будівля була дерев'яною, мала вигляд костьолу з одним куполом та залізних хрестом. Ким побудований та за чиї кошти невідомо. Поруч з храмом стояла дзвіниця з п'ятьма дзвонами та клепалом. Акти ревізії (1696, 1700, 1704 рр.) засвідчують, що храм мав достатньо церковного начиння, необхідного для богослужіння. Після побудови і освячення Свято Троїцького храму богослужіння в старому храмі здійснювалися рідно, в основному на великі свята. У 1944 році храм було спалено німецькими військами.
Троїцький храм був побудований в центрі села, де на сьогодні розташована школа. За архітектурою, за внутрішнім оздобленням і церковним начинням він був величним та багатим. Ця будівля споруджена на державні кошти за клопотанням священика І. І. Гапоновича. Троїцький храм разом із дзвіницею був дерев'яним, збудований на кам'яному фундаменті, який за своєю формою нагадував поздовжній хрест. Святиня увінчувалася сімома куполами вкритими залізом. У дзвіниці було 6 дзвонів, один з них, найбільший, важив — 19 пудів (304 кг.) На цьому дзвоні було зроблено запис «Сооружен 1886г. 12 авг., во славу Святыя Троицы — при священнике с. Смидина Иоанне Гапоновиче» 1890 року. У храмі обладнано хори на 30 людей. Іконостас — різьблений, трьохярусний. У храмі було достатньо церковного начиння. Храмова бібліотека нараховувала 95 книг. У храмі зберігались метричні книги, які велися з 1790 року, сповідальні відомості — з 1811 року, шлюбні записи — з 1833 року, клірові відомості — з 1845 року, церковно-приходський літопис, складений священиком М. С. Каролінським, з листопада 1892 року. Церковна територія була огороджена дерев'яним парканом. Троїцький храм був спалений 18 липня 1944 року в день визволення Смідина військами 1-го Білоруського фронту.
Храм Світлого Воскресіння Христового
У селі були два православні кладовища. Одне з них розташоване на схід від центру села і Троїцької церкви, а інше –на захід. Обидва кладовища збереглися до наших днів. У 1881 році на Західному кладовищі розпочалося будівництво храму в ім'я Світлого Воскресіння Христового, яке завершилося в 1884 році. Храм освячено 22 червня того ж року. Його зведено на кошти колишнього приходського священика І.І Гапоновича, штатного священика М. С. Каролінського та на грошові внески прихожан. Храм Світлого Воскресіння Христового належав до Свято — Троїцької церкви. Він стояв на найвищому пагорбі між кутками Заболоття та Коршово. Він був однокупольним, вкритий бляхою, дерев'яним, під ним містилася усипальниця, вимурувана з цегли. У 1889 році у гробниці цього храму було похоронено І. І. Гапановича, який вірою та правдою служив Смідинській громаді протягом 50-ти років, а 16 березня 1902 року — його дружину Пелагію Михайлівну. У 1944 році фашистські загарбники підірвали храм Світлого Воскресіння Христового. На даний час на місці храму Світлого Воскресіння Христового стараннями о. Валентина, настоятеля Хресто-Воздвиженської церкви, та парафіян кутків Заболоття й Коршово встановлено пам'ятний Хрест та побудувати капличку.
Хресто-Воздвиженський храм
Сорок сім років село не мало свого храму. На службу Божу ходили до Михайлівського храму с. Зачернеччя Любомльського району в якому збереглися вцілілі в роки війни церковні речі з Троїцького храму с. Смідин. Наприкінці 90-х років ХХ ст. смідинська громада вирішила побудувати в селі свій храм. У будинку Адама Куця (куток Вороній) збиралася церковна «двадцятка», яка обговорювала питання про необхідність храму Господнього. Кошти для будівництва храму збирали усім селом: вносили власні пожертвування, колядували, щедрували, ходили з скринькою по сусідніх селах. З благословення керуючого Волинською та Рівненською єпархією владики Варфоломія будівництво храму розпочалося у 1990 році. Під забудову вибрали місце на узвишші, навпроти Східного кладовища. Місце під храм освятив благочинний Старовижівської та Ратнівської округи Никандр Цибень. Антона Петровича Нерода очолив храмове будівництво. 11—12 травня 1990 року заливали фундамент під майбутню святиню. Довжина храму — 30 м ширина — 11 м, висота — 20 м. Добре потрудилися при спорудженні храму бригадир Антон Нерода та будівельники Макар Нерода, Іван Нерода, Іван Хацкевич, Адам Масечко, Федір Сарапін, Пантелеймон Панасюк, Володимир Герез, Анатолій Масечко, Адам Книш, Михайло Конончук, Адам Киць, Микита Дорошук. Куполи храму накривали Назар Дорошук та Іван Голуб. Підтримував будівельників морально та матеріально священик із Зачернеччя о. Василь Заєць. Значну допомогу надавав найбільший у Старовижівському районі колгосп ім. Суворова, очолюваний Миколою Івановичем Шевчуком. 12 жовтня 1991 року здійснилася відкриття храму Господнього. Освячував новозбудований храм благочинний Ратнівської та Старовижівської округи, настоятель Свято-Покровської церкви села Дубечне о. Никандр. На святі були присутні майже всі мешканці села та чисельні гості. З 1991 року по 2009 рік богослужіння у храмі здійснював о. Петро Романчук, на його долю випало чимало роботи по благоустрою та оформленню храму. Закуплено церковне начиння, споруджено іконостас, розписано храм. О. Василій із Миколаївської церкви с. Зачернеччя передав у новозбудований храм уцілілі церковні речі зруйнованих Смідинських храмів. Серед них Євангеліє, церковні книги, чаша для причастя і ін. З червня 2006 року до травня 2008 року о. Валентин служив у Хресто Воздвиженському храмі дияконом, потім кліриком храму, а з 21 серпня 2009 року керуючим єпархії єпископом Никодимом призначений настоятелем храму. За час його служіння храм преобразився, було побудовано клас недільної школи, котельня, проведено парове опалення, старі вікна замінено на пластикові, побудовано нову огорожу з величною вхідною брамою. Посаджено великий фруктовий сад. Територію церкви прикрашають клумби квітів, фонтан, а найголовніше до 20-річчя ювілею Хресто-Воздвиженського храму, замінено всі сім куполів. Пофарбовано ззовні і всередині храм, покладена нова підлога.
Список священиків та періоди їх богослужіння на Смідинському приході:
1. Карпо 70—80-ті рр. XVI ст.
2. Данило Стефанович 1692 рік — кінець XVII ст.
3. Дазнінський початок XVIII ст.
4. Баховський кінець XVIII ст.
5. Теодор Васильович Баховський 1795—1806 рр.
6. Михайло Максимович Рафальський 1806—1838 рр.
7. Іоан Іоанович Гапонович 1838—1887 рр.
8. Митрофан Стефанович Каролінський 1887—1908 рр.
9. Григорій Никандрович Лобачевський 1908—1925 рр.
10. Афанасій Васильович Шиприкевич 1925—1944 рр.
11. Петро Володимирович Романчук 1991—2009 рр.
12. Валентин Данилович Микитюк 21.08.2009 — досі.

Сучасний храм
Будівництво сучасного храму розпочалося у 1990 році. Під забудову вибрали місце на узвишші, навпроти Східного кладовища. 11-12 травня 1990 року заливали фундамент під майбутню святиню. Цю роботу виконували всією православною громадою. Неймовірно, але факт, що місцеві будівельники зводили стіни храму та виготовляли його куполи без допомоги професійних спеціалістів. 12 жовтня 1991 року здійснилася довгоочікувана, омріяна для смідинських прихожан подія — відкриття храму Господнього.

## Смідинська сільська рада
- Голова Смідинської громади: Піцик Оксана Іванівна
- Бухгалтер: Голуб Любов Степанівна
- Секретар: Паридубець Віра Михайлівна

## Відомі люди
- Статєєва Валентина Іванівна (6 листопада 1949) — український мовознавець, доктор філологічних наук з 1999.
- Гузь Ігор Володимирович (11 січня 1982, м. Луцьк, Волинська область) — український політик. Народний депутат України. Заступник голови комітету Верховної Ради України у закордонних справах. Член Постійної делегації Верховної Ради України у Парламентській асамблеї Ради Європи. На парламентських виборах 2014 року переміг в одномандатному виборчому окрузі № 19
- Зі Смідина походить сім'я радянського диктора-пропагандиста Кирила Ваца (1930 — 2011).